# Nyegero
Nyegero är ett periodiskt vattendrag i Burundi.   Det ligger i provinsen Muyinga, i den nordöstra delen av landet, 110 km öster om huvudstaden Bujumbura.
Omgivningarna runt Nyegero är en mosaik av jordbruksmark och naturlig växtlighet. Runt Nyegero är det ganska tätbefolkat, med 230 invånare per kvadratkilometer.